# Industria del entretenimiento
Se llama industria del entretenimiento (en inglés, showbusiness) al conjunto de empresas e instituciones cuya principal actividad económica es la producción de cultura con una finalidad lucrativa.
Pueden considerarse medios de producción cultural:
| - La medios digitales. - La televisión. | - La radio. - Los diarios y revistas. | - El cine. - Los videojuegos. | - Las editoriales. - El teatro. | - La danza. - La música. |

Todos estos medios son elaborados buscando a la vez aumentar el consumo de sus objetos culturales, y pueden modificar los hábitos sociales, educar o informar.

## Historia
La extensión de la alfabetización, con grandes diferencias entre países, zonas urbanas y rurales y clases sociales, permitió que la lectura de periódicos y novelas por entregas fuera un entretenimiento muy popular. La numerosa concurrencia que asistía a representaciones de teatro y la ópera las convertía en un lugar propicio para su utilización política: la batalla de Hernani (1830), el boicot al emperador Francisco José y la emperatriz Sissi en la Scala de Milán (1849). Pasear por la naturaleza siempre había sido una actividad de ocio -tópico locus amoenus-, y ascender montañas lo había sido al menos desde Petrarca -ascensión al Mont Ventoux, 1336-; pero el alpinismo y el excursionismo nacen en el siglo XIX como consecuencia de la sociedad industrial. La práctica de "tomar los baños" en balnearios y los baños de mar, a las que se someten las clases altas, comenzaron como una prescripción médica (la práctica romana y árabe de los baños se había restringido mucho en Europa desde la Edad Media) y se convirtieron en costumbres sociales cuyo propósito principal es el entretenimiento.
La práctica del deporte (sport -de disport, "buscar diversión"-) comenzó a ser una alternativa de ocio a las formas de vida cada vez más sedentarias; mientras que los espectáculos deportivos se convirtieron en convocatorias multitudinarias que se seguían tanto en directo como en sus retransmisiones y en las crónicas periodísticas. La diferenciación entre el deporte amateur y el deporte profesional mantuvo una separación, inicialmente clasista (los ricos se dedicaban al deporte desde la universidad -por ejemplo, las regatas Oxford-Cambridge- y luego en su tiempo de ocio, mientras que los pobres, abocados a largas y agotadoras jornadas de trabajo, no podían hacer lo mismo a no ser que cobraran por dedicarse al deporte como oficio), pero que se mantuvo en los Juegos Olímpicos hasta finales del siglo XX.
Dos innovaciones tecnológicas de finales del siglo XIX, el cine y el automóvil, se difundieron con gran rapidez. El cine se convirtió en el primer gran espectáculo de masas global; posteriormente, lo fueron la radio (desde los años 1920) y la televisión (segunda mitad del siglo XX). Otras innovaciones permitieron nuevas formas de entretenimiento individual y familiar: la reproducción del sonido mediante el fonógrafo y el tocadiscos, y de la imagen mediante la fotografía instantánea (anteriormente la fotografía era esencialmente una actividad profesional). El automóvil de turismo añadía a sus otras funciones ser una opción de entretenimiento en sí mismo. En los países desarrollados, el aumento del nivel de vida y la generalización de las vacaciones (en Francia, dos semanas pagadas desde 1936) fomentó el turismo masivo. Además de los resorts o complejos turísticos y las vacaciones organizadas, el camping y el caravaning (utilización de caravanas o autocaravanas) conocieron un inmediato éxito debido a su autonomía y bajo coste.
A partir de la Segunda Guerra Mundial, y sobre todo con la expansión económica de las décadas centrales del siglo XX, se extendió por el mundo occidental la denominada American way of life ("forma de vida de Estados Unidos"), incluidas sus pautas de consumo y entretenimiento, especialmente entre la juventud (movimientos sociales de 1968) y en "ambientes" segmentados por subculturas. A pesar de las diferencias ideológicas, también se extendieron por los países del bloque del Este (comunista, soviético o "del socialismo realmente existente"), sobre todo en el periodo anterior a su crisis final (caída del muro de Berlín, 1989).
La sociedad postindustrial de finales del siglo XX y comienzos del siglo XXI, a la vez que incorpora al entretenimiento las nuevas tecnologías de la información y la comunicación, con destacadas consecuencias en los usos sociales, mantiene o incluso impulsa entretenimientos vinculados a tradiciones más o menos antiguas o reinventadas, que se difunden por todo el mundo como consecuencia de la globalización; lo que también se critica por la trivialización y desvirtuación que supone desvincularlas de sus orígenes religiosos (o cualquier otra circunstancia que constituya su esencia genuina) y por lo que suponen de apropiación cultural.
El fomento de la conectividad, desarrollo de la computación han propiciado un despegue de la informática animando los entretenimientos -hobbies- en internet. Vamos hacia una Web Libre en la que el Know-How juega un papel de competitividad de primer orden y donde mostrar el conocimiento, las experiencias vividas durante todo el Proceso se convierte en una nueva forma de desarrollar el arte de "aprender a enseñar".
Los entretenimientos -hobbies-, trabajos, constituyen afanes que aglutinan personas con intereses comunes, llegando a formar parte formadora y activa de estos individuos a lo largo de sus vidas, florecen casi siempre, en las primeras edades, desarrollándose con un profundo sentido de pertenencia arraigado en el crecimiento y perfeccionamiento de estos individuos.

### Impacto de la pandemia de COVID-19
Cine
La pandemia de COVID-19 ha tenido un impacto sustancial en la industria del cine. En todo el mundo y en diversos grados, los cines y las salas de cine se han cerrado, los festivales se han cancelado o pospuesto, y los estrenos de películas se han trasladado a fechas futuras o se han retrasado indefinidamente. Cuando los cines y las salas de cine cerraron, la taquilla global cayó en miles de millones de dólares, mientras que el streaming se hizo más popular. El stock de las salas de cine cayó dramáticamente. Muchos éxitos de taquilla originalmente programados para ser lanzados entre marzo y diciembre fueron pospuestos o cancelados en todo el mundo, y las producciones cinematográficas también se detuvieron. Se han pronosticado pérdidas masivas en la industria.
Música
Teatro
La pandemia de COVID-19 y, en especial, sus medidas de confinamiento han afectado de manera directa en las artes escénicas. Con la parálisis de la economía y el estado de alarma sanitaria los teatros, ateneos, centros cívicos y demás salas de exhibición han cerrado, se han cancelado o pospuesto las ruedas, muestras y festivales, y tanto la iniciativa privada como la asociativa y los teatros públicos han cancelado sus programaciones y estrenos o los han retrasado indefinidamente. Con el cierre de la actividad regular algunas productoras han cedido material a los hospitales y gran número de creadores, actores y bailarines han acudido al mundo digital, en especial a las redes sociales, para respaldar las diversas iniciativas sociales, reivindicar el sector o simplemente aportar nuevo contenido cultural y seguir haciendo arte.

## Clasificatorios de popularidad de los medios de producción cultural
Música

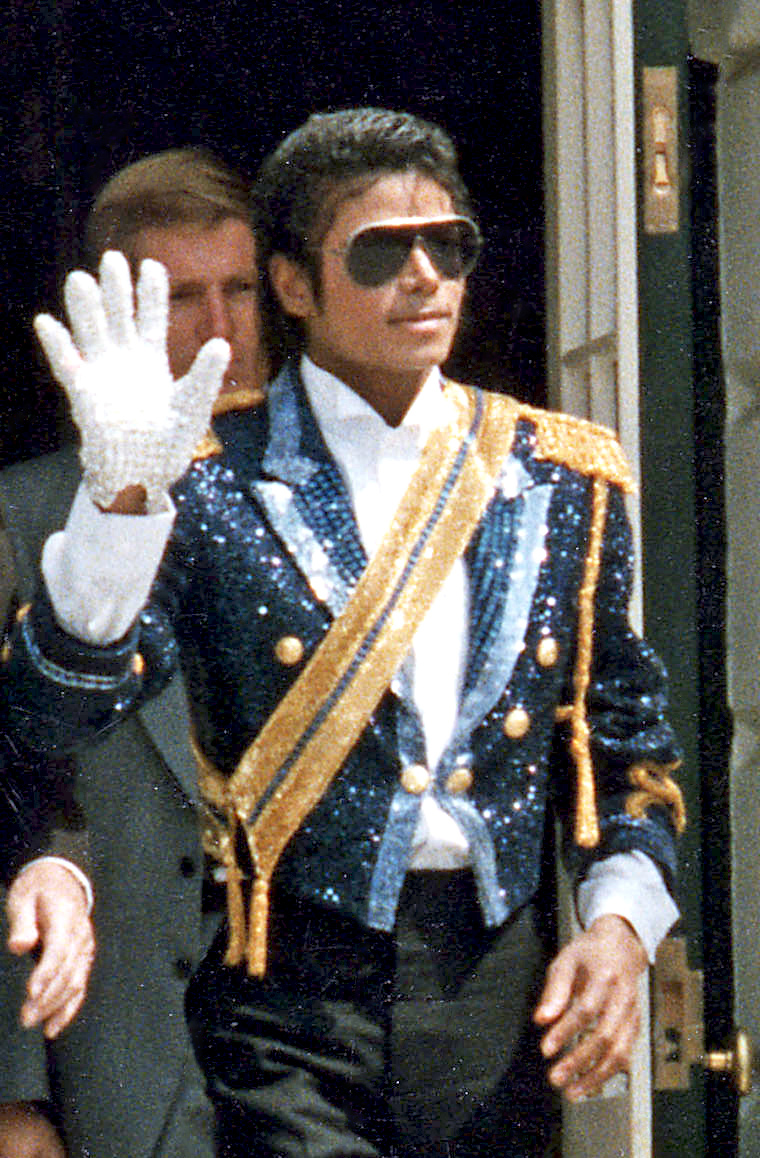
Thriller de Michael Jackson encabeza la lista de los álbumes musicales más vendidos.

El éxito de una producción musical es calculado por diferentes fuentes que toman en consideración tanto el número de copias vendidas de un álbum musical o sencillo como la frecuencia con que las canciones son solicitadas en las estaciones de radio.
En Los Estados Unidos, Billboard Hot 100 es el conteo que promueve la venta de la música nacional, los resultados se dan por la venta y popularidad de la canción semana tras semana, publicando los resultados en la revista Billboard. Adicionalmente, Billboard 200 es una lista publicada semanalmente que muestra a los 200 álbumes más vendidos en el país durante la semana en curso. Frecuentemente es usada para ver la popularidad de un artista o grupo musical de acuerdo a la venta de sus discos.
Cine
Las entradas a las salas de cine, así como el alquiler y venta de copias en DVD u otros formatos y la venta de productos relacionados con un film sirven para calcular el nivel de éxito alcanzado por una producción.
La utilidad neta que deja una producción es el índice para juzgar el éxito. Algunas producciones que tienen recaudaciones millonarias no logran ser calificadas como exitosas si el costo de su producción fue millonario también.
The Hollywood Reporter, diario especializado, es una de las principales fuentes estadísticas sobre la industria cinematográfica de los Estados Unidos.
Televisión
Las frecuentes encuestas y sondeos realizados por firmas especializadas, entre las que sobresale Nielsen, son el único método utilizado para medir el éxito comercial de una producción televisiva.
Entretenimiento interactivo

## Efectos de los medios electrónicos

### Globalización
A mediados del siglo XX, los desarrollos en los medios electrónicos hicieron posible la entrega de productos de entretenimiento a audiencias masivas en todo el mundo. La tecnología permitió que las personas pudieran ver, escuchar y participar en todas las formas familiares –  historias, teatro, música, danza –  dondequiera que vivieran. El rápido desarrollo de la tecnología de entretenimiento fue facilitado por mejoras en los dispositivos de almacenamiento de datos como los cinta de casete o los discos compactos, junto con el aumento de la miniaturización. La computarización y el desarrollo de códigos de barras también hicieron más fácil, rápida y global la venta de boletos.

### Obsolescencia

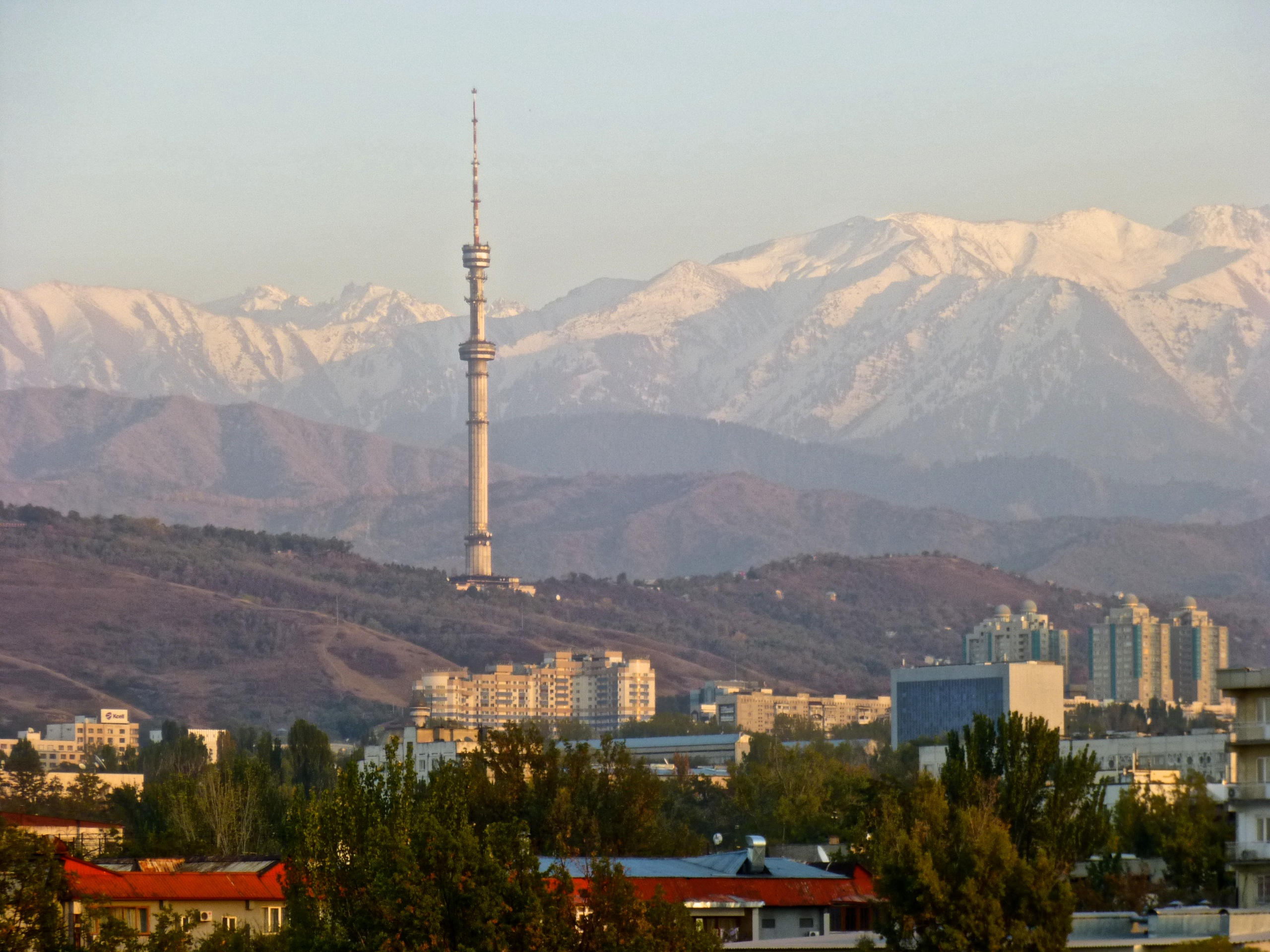
Torre de televisión en Almaty, Kazajistán (construida en 1983)

En la década de 1940, la radio era el medio electrónico para el entretenimiento familiar e información. En la década de 1950, fue la televisión el nuevo medio y rápidamente se globalizó, trayendo entretenimiento visual, primero en blanco y negro, luego en color, al mundo. Para la década de 1970, los videojuegos se podían jugar electrónicamente, luego los dispositivos portátiles proporcionaron entretenimiento móvil, y para la última década del siglo XX, a través de juegos en red. En combinación con productos de la industria del entretenimiento, todas las formas tradicionales de entretenimiento se volvieron disponibles de manera personal. Las personas no solo podían seleccionar un producto de entretenimiento como una pieza musical, una película o un juego, sino que podían elegir el tiempo y el lugar para utilizarlo. La "proliferación de reproductores de medios portátiles y el énfasis en la computadora como un sitio para el consumo de películas" juntos cambiaron significativamente la manera en que las audiencias encuentran las películas. Una de las consecuencias más notables del auge del entretenimiento electrónico ha sido la rápida obsolescencia de los diversos métodos de grabación y almacenamiento. Como ejemplo de la velocidad del cambio impulsado por los medios electrónicos, a lo largo de una generación, la televisión como medio para recibir productos de entretenimiento estandarizados pasó de desconocida, a novedosa, a ubicua y finalmente a reemplazada. Una estimación era que para 2011 más del 30 por ciento de los hogares en EE. UU. tendrían una consola Wii, "aproximadamente el mismo porcentaje que poseía un televisor en 1953". Algunos esperaban que a mediados de la segunda década del siglo XXI, el entretenimiento en línea hubiera reemplazado completamente a la televisión – , lo cual no ocurrió. La llamada "revolución digital" ha producido un mercado cada vez más transnacional que ha causado dificultades a los gobiernos, las empresas, las industrias y los individuos, mientras todos intentan mantenerse al día. Incluso los estadios deportivos del futuro competirán cada vez más con la visualización de la televisión "...en términos de confort, seguridad y el flujo constante de información audiovisual y entretenimiento disponible." Otros efectos derivados del cambio probablemente incluirán los que afectan la arquitectura pública, como hospitales y hogares de ancianos, donde la televisión, considerada un servicio esencial de entretenimiento para pacientes y residentes, necesitará ser reemplazada por acceso a internet. Al mismo tiempo, la necesidad continua de los artistas como "enganchadores profesionales" muestra la continuidad del entretenimiento tradicional.

### Convergencia
Para la segunda década del siglo XXI, la grabación analógica estaba siendo reemplazada por la grabación digital y todas las formas de entretenimiento electrónico comenzaron a converger. Por ejemplo, la convergencia está desafiando las prácticas estándar en la industria del cine: mientras que "el éxito o fracaso solía determinarse por el primer fin de semana de su estreno. Hoy en día... se utilizan una serie de 'ventanas de exhibición', como DVD, pago por visión y video bajo demanda a través de fibra óptica, para maximizar las ganancias". Parte del ajuste de la industria es el lanzamiento de nuevos productos comerciales directamente a través de servicios de alojamiento de videos. Se dice que la convergencia de los medios es más que tecnológica: la convergencia también es cultural. También es "el resultado de un esfuerzo deliberado para proteger los intereses de entidades empresariales, instituciones políticas y otros grupos". La globalización y el imperialismo cultural son dos de las consecuencias culturales de la convergencia. Otras incluyen el fandom y la narración interactiva, así como la manera en que las franquicias únicas se distribuyen y afectan una variedad de métodos de entrega. La "mayor diversidad en las formas en que las señales pueden ser recibidas y empaquetadas para el espectador, a través de la televisión terrestre, satelital o por cable, y, por supuesto, a través de Internet", también afecta los lugares de entretenimiento, como los estadios deportivos, que ahora deben ser diseñados para que tanto las audiencias en vivo como las remotas puedan interactuar de manera cada vez más sofisticada – ; por ejemplo, las audiencias pueden "ver resúmenes, consultar estadísticas", "comprar boletos y mercancía" y, en general, "acceder a los recursos del estadio en cualquier momento del día o la noche".
La introducción de la televisión alteró la disponibilidad, el costo, la variedad y la calidad de los productos de entretenimiento para el público, y la convergencia del entretenimiento en línea está teniendo un efecto similar. Por ejemplo, la posibilidad y la popularidad del contenido generado por los usuarios, en contraste con el producto comercial, crea un "modelo de audiencia en red [que] hace obsoleta la programación". Los individuos y las corporaciones utilizan servicios de alojamiento de videos para transmitir contenido que es igualmente aceptado por el público como entretenimiento legítimo.
Mientras que la tecnología aumenta la demanda de productos de entretenimiento y ofrece una mayor velocidad de entrega, las formas que componen el contenido son, en sí mismas, relativamente estables. La narración de historias, la música, el teatro, la danza y los juegos son reconociblemente los mismos que en siglos anteriores.